# Dyskografia produkcji Timbalanda
Pełna dyskografia produkcji amerykańskiego producenta i rapera Timbalanda.

## 1993

### Jodeci–Diary of a Mad Band
- 11. Sweaty (feat. Missy Elliott)
- 00. What About Us (Swing Mob Remix feat. Magoo)

## 1994

### Sista–4 All the Sista’s Around da World
- 01. Intro Talk
- 02. Hip-Hops
- 03. Slow Down
- 04. Wfro
- 05. Sweat You Down
- 06. DeVante at the Payphone
- 07. Find My Love
- 08. I Wanna Know
- 10. 125th Street
- 11. Big Shann and Timbaland at Train Stop
- 12. I Don’t Mind
- 13. Secret Admirer
- 14. Sista Bounce
- 15. Swing Thing
- 16. Brand New
- 17. I Wanna Be With U
- 18. Good Thang
- 19. Feel of Your Lips
- 20. Sista Mack
- 21. Brand New (Timbaland’s Beemer Mix)

## 1995

### Jodeci–The Show, The After Party, The Hotel
- 02. Bring on Da' Funk (niewymieniony)
- 18. Time and Place (niewymieniony)

## 1996

### Aaliyah–One in a Million
- 01. Beats 4 da Streets (Intro) (feat. Missy Elliott)
- 02. Hot Like Fire
- 03. One in a Million
- 05. If Your Girl Only Knew
- 08. 4 Page Letter
- 13. Heartbroken
- 14. Never Comin' Back
- 15. Ladies in da House (feat. Timbaland i Missy Elliott)
- 17. Came to Give Love (Outro) (feat. Timbaland)

### Ginuwine–Ginuwine...the Bachelor
- 01. Pony
- 02. Tell Me Do U Wanna
- 03. Holler (feat. Nikki)
- 04. Hello
- 05. Lonely Daze
- 06. Ginuwine 4 Ur Mind
- 07. Only When Ur Lonely
- 08. I’ll Do Anything/I’m Sorry (feat. Timbaland)
- 09. World Is So Cold
- 10. When Doves Cry
- 11. G. Thang (feat. Missy Elliott & Magoo)
- 18. 550 What? (feat. Timbaland)

### Sprung Soundtrack
- 07. Aaliyah – One In A Million (Remix) (feat. Ginuwine)

## 1997

### Missy Elliott–Supa Dupa Fly
- 01. Busta’s Intro (feat. Busta Rhymes)
- 02. Hit 'Em Wit Da Hee (feat. Mocha)
- 03. Sock It 2 Me (feat. Da Brat)
- 04. The Rain (Supa Dupa Fly)
- 05. Beep Me 911 (feat. 702 & Magoo)
- 06. They Don’t Wanna F*** Wit Me (feat. Timbaland)
- 07. Pass da Blunt
- 08. Bite Our Style – Interlude
- 09. Friendly Skies (feat. Ginuwine)
- 10. Best Friends (feat. Aaliyah)
- 11. Don’t Be Commin' (In My Face)
- 12. Izzy Izzy Ahh
- 13. Why You Hurt Me
- 14. I’m Talkin'
- 15. Gettaway (feat. Space & Nicole)
- 16. Busta’s Outro (feat. Busta Rhymes)
- 17. Missy’s Finale

### Booty Call Soundtrack
- 01. SWV – Can We (feat. Missy Elliott)

### Money Talks Soundtrack
- 05. Lil’ Kim – Money Talks (feat. Andrea Martin)

### Timbaland and Magoo–Welcome to Our World
- 01. Beep Beep
- 02. Feel It
- 03. Up Jumps da Boogie (feat. Missy Elliott i Aaliyah)
- 04. Clock Strikes
- 05. 15 After da Hour
- 06. Ms. Parker – Interlude
- 07. Luv 2 Luv U (Remix) (feat. Shaunta Montgomery & Playa)
- 08. Luv 2 Luv U (feat. St. Nick i Playa)
- 09. Smoke in da Air (feat. Playa)
- 10. Intro Buddha – Interlude
- 11. Peepin' My Style
- 12. Writtin' Rhymes
- 13. Deep in Your Memory
- 14. Clock Strikes (Remix)
- 15. Sex Beat – Interlude
- 16. Man Undercover (feat. Aaliyah)
- 17. Joy (feat. Ginuwine i Playa)
- 18. Up Jumps da Boogie (Remix) (feat. Missy Elliott)

## 1998

### Playa–Cheers 2 U
- 02. Don’t Stop the Music
- 03. All The Way
- 04. Everybody Wanna Luv Somebody
- 08. Cheers 2 U
- 09. Ms. Parker (feat. Missy Elliott)
- 10. Top of the World
- 12. I’ll B 2 C U

### Dr. DolittleSoundtrack
- 03. Aaliyah – Are You That Somebody? (feat. Timbaland)
- 04. Ginuwine – Same Ol' G
- 05. All Saints – Lady Marmalade (Timbaland Remix)
- 06. Timbaland – Da Funk
- 08. Playa – Your Dress

### Nicole–Make It Hot
- 06. Make It Hot (feat. Missy Elliott & Mocha)

### Why Do Fools Fall in Love Soundtrack
- 01. Gina Thompson – Why Do Fools Fall in Love (feat. Mocha)
- 02. Destiny’s Child – Get on the Bus (feat. Timbaland)
- 03. Coko – He Be Back (feat. Missy Elliott)
- 05. Missy Elliott & Busta Rhymes – Get Contact
- 12. Total – What the Dealio? (feat. Missy Elliott)

### Jay-Z–Vol. 2... Hard Knock Life
- 05. Nigga What, Nigga Who (Originator 99) (feat. Jaz-O)
- 10. Paper Chase (feat. Foxy Brown)

### Timbaland–Tim’s Bio: Life from da Bassment
- 01. Intro
- 02. I Get It On (feat. Bassey)
- 03. To My (feat. Nas & Mad Skillz)
- 04. Here We Come (feat. Magoo & Missy Elliott)
- 05. Wit' Yo' Bad Self (feat. Mad Skillz)
- 06. Lobster and Shrimp (feat. Jay-Z)
- 07. What Cha Know About This (feat. Mocha & Babe Blue)
- 08. Can’t Nobody (feat. 1 Life 2 Live & Lil’ Man)
- 09. What Cha' Talkin' About (feat. Magoo, Static i Lil’ Man)
- 10. Put 'Em On (feat. Yoshamine & Static)
- 11. Fat Rabbit (feat. Ludacris)
- 12. Who Am I (feat. Twista)
- 13. Talking on the Phone (feat. Kelly Price, Missy Elliott & Lil’ Man)
- 14. Keep It Real (feat. Ginuwine)
- 15. John Blaze (feat. Aaliyah i Missy Elliott)
- 16. Birthday (feat. Playa)
- 17. 3:30 in the Morning (feat. Virginia Williams)
- 18. Outro
- 19. Bringin' It (feat. Troy „Alias” Mitchell)

### Total–Kima, Keisha, and Pam
- 01. Trippin’ (feat. Missy Elliott)
- 09. What About Us? (feat. Missy Elliott)

## 1999

### Ginuwine–100% Ginuwine
- 01. Little Kidz
- 02. Little Man’s Bangin Lude
- 03. What’s So Different
- 04. So Anxious
- 05. None of Ur Friends Business/Interlude
- 06. Wait a Minute
- 08. Do You Remember/Interlude
- 09. No. 1 Fan
- 10. Final Warning (feat. Aaliyah)/Interlude
- 11. I’m Crying Out
- 12. Two Sides to a Story
- 13. Same Ol' G
- 15. Toe 2 Toe

### The PJs Soundtrack
- Timbaland – Talkin' Trash

### Nas–I Am...
- 08. You Won’t See Me Tonight (feat. Aaliyah)

### Austin Powers: The Spy Who Shagged Me Soundtrack
- 05. Melanie B aka Scary Spice – Word Up

### Missy Elliott–Da Real World
- 01. Mysterious (Intro)
- 02. Beat Biters
- 03. Busa Rhyme (feat. Eminem)
- 04. All N My Grill (feat. Big Boi of Outkast & Nicole Wray)
- 05. Dangerous Mouths (feat. Redman)
- 06. Hot Boyz
- 07. You Don’t Know (feat. Lil' Mo)
- 08. Mr. D.J. (feat. Lady Saw)
- 09. Checkin' for You – Interlude (feat. Lil’ Kim)
- 10. Stickin’ Chickens (feat. Aaliyah i Da Brat)
- 11. Smooth Chick
- 12. We Did It
- 13. Throw Your Hands Up – Interlude (feat. Lil’ Kim)
- 14. She’s A B****
- 15. U Can’t Resist (feat. Juvenile i B.G.)
- 16. Crazy Feelings (feat. Beyoncé)
- 17. Religious Blessing (Outro)
- 18. All N My Grill (feat. MC Solaar) [French Bonus Track]

### Nas–Nastradamus
- 14. You Owe Me (feat. Ginuwine)

### Jay-Z–Vol. 3... Life and Times of S. Carter
- 06. It’s Hot (Some Like It Hot)
- 07. Snoopy Track (feat. Juvenile)
- 11. Big Pimpin' (feat. UGK)
- 13. Come And Get Me
- 16. Is That Yo Bitch (feat. Missy Elliott, Twista & Memphis Bleek) [UK Bonus Track]

## 2000

### The Lox –We Are the Streets
- 15. Ride or Die Bitch (feat. Eve)

### Romeo Must Die Soundtrack
- 01. Aaliyah – Try Again
- 05. Timbaland and Magoo – We at It Again
- 06. Aaliyah – Are You Feelin’ Me?
- 08. Ginuwine – Simply Irresistible

### Da Brat–Unrestricted
- 01. Intro (feat. Twista i Millie Jackson) (z Jermaine Dupri)

### Nutty Professor II: The Klumps
- 02. Jay-Z – Hey Papi (feat. Memphis Bleek & Amil)

### Ludacris – Back for the First Time
- 16. Phat Rabbit

### K-Ci & JoJo–X
- 05. Game Face

### Snoop Dogg–Tha Last Meal
- 03. Snoop Dogg (What’s My Name Pt. 2)
- 07. Set It Off (feat. Lady of Rage, MC Ren, Ice Cube i Nate Dogg)

### Outsiderz 4 Life –Outsiderz 4 LifeUnreleased
- 03. College Degree (feat. Sincere)

### Torrey Carter –The Life I LiveUnreleased
- 06. We Gon' Do
- 09. Same Ol' (feat. Missy Elliott)

## 2001

### Exit Wounds Soundtrack
- 05. Sincere – Party (feat. Timbaland)

### Ginuwine–The Life
- 09. That’s How I Get Down (feat. Ludacris)

### Missy Elliott–Miss E… So Addictive
- 02. Dog In Heat (feat. Redman & Method Man) (z Missy Elliott)
- 03. One Minute Man (feat. Ludacris) (z Missy Elliott & Big Tank)
- 04. Lick Shots (z Missy Elliott)
- 05. Get Ur Freak On (z Missy Elliott)
- 06. Scream a.k.a. Itchin' (z Missy Elliott)
- 07. Old School Joint (z Missy Elliott)
- 08. Take Away (feat. Ginuwine) (z Craig Brockman & Missy Elliott)
- 09. 4 My People (feat. Eve) (produced by Nisan Stewart, D-Man, z Missy Elliott, dodatkowa produkcja Timbaland)
- 10. Bus-A-Bus – Interlude (feat. Busta Rhymes) (z Missy Elliott)
- 11. Whatcha Gon' Do (feat. Timbaland) (z Missy Elliott)
- 12. Step Off (z Missy Elliott)
- 13. X-Tasy (z Missy Elliott)
- 14. Slap! Slap! Slap! (feat. Da Brat i Ms. Jade) (z Missy Elliott)
- 15. I’ve Changed – Interlude (feat. Lil' Mo) (z Missy Elliott)
- 16. One Minute Man (Remix) (feat. Jay-Z) (z Missy Elliott)

### Lara Croft: Tomb Raider Soundtrack
- 04. Missy Elliott – Get Ur Freak On (Remix) (feat. Nelly Furtado)

### Aaliyah–Aaliyah
- 01. We Need a Resolution (feat. Timbaland)
- 04. More Than a Woman
- 06. I Care 4 U
- 15. Try Again (Australian Bonus Track)

### Mocha –Bella MafiaUnreleased
- 00. Mardi Gras (feat. Missy Elliott i Lil’ Mo)
- 00. Talkin' Crazy (feat. Timbaland)
- 00. Runnin' Shit (feat. Timbaland)
- 00. Mocha Kiss
- 00. Thug Girl
- 00. Women Wit

### Jadakiss–Kiss tha Game Goodbye
- 09. Nasty Girl (feat. Carl Thomas)

### Jay-Z–The Blueprint
- 07. Hola' Hovito

### Fabolous–Ghetto Fabolous
- 08. Right Now and Later On

### Bubba Sparxxx–Dark Days, Bright Nights
- 01. Take Off
- 02. Ugly
- 04. Bubba Talk
- 05. Lovely
- 08. Get Right
- 09. Open Wide
- 11. Twerk a Little

### Petey Pablo–Diary of a Sinner: 1st Entry
- 03. Raise Up
- 04. I
- 05. I Told Y’all
- 08. Funroom (feat. Tweet)
- 13. Raise Up (All Cities Remix)

### Timbaland and Magoo–Indecent Proposal
- 01. Intro (feat. DJ S&S)
- 02. Drop (feat. Fatman Scoop)
- 03. All Y’all (feat. Sebastian & Tweet)
- 04. It’s Your Night (feat. Sebastian & Sin)
- 05. Indian Carpet (feat. Static from Playa)
- 06. Party People (feat. Jay-Z & Twista)
- 07. People Like Myself (feat. Static from Playa)
- 08. Voice Mail – Interlude (z Craig Brockman)
- 09. Serious (feat. Petey Pablo)
- 10. Roll Out (feat. Petey Pablo & Sebastian)
- 11. Love Me (feat. Tweet & Petey Pablo) (z Craig Brockman)
- 12. Baby Bubba (feat. Petey Pablo)
- 13. In Time (feat. Ms. Jade & Mad Skillz)
- 14. Mr. Richards – Interlude (feat. Petey Pablo)
- 15. Considerate Brotha (feat. Ludacris)
- 16. Beat Club (feat. Troy Mitchell, Sin & Sebastian)
- 17. I Am Music (feat. Aaliyah & Static z Playa)

### Ludacris–Word of Mouf
- 02. Roll Out (My Business)

### Limp Bizkit–New Old Songs
- 02. Take a Look (Timbaland Remix)
- 07. Rearranged (Timbaland Remix) (feat. Bubba Sparxxx)

### No Doubt–Rock Steady
- 00. It’s A Fight (nieopublikowany)

## 2002

### Aaliyah–I Care 4 U
- 02. Are You That Somebody?
- 03. One In A Million
- 04. I Care 4 U
- 05. More Than a Woman
- 06. Don’t Know What To Tell Ya (wcześniej nieopublikowany)
- 07. Try Again
- 15. We Need a Resolution (feat. Timbaland) (International Bonus Track)

### Destiny’s Child–This Is the Remix
- 04. Say My Name (Timbaland Remix)

### Tweet–Southern Hummingbird
- 07. Oops (Oh My) (feat. Missy Elliott)
- 08. Make Ur Move
- 12. Heaven (produced by Tweet, dodatkowa produkcja Craig Brockman i Timbaland)
- 13. Call Me
- 16. Sexual Healing (Oops Pt. 2) (feat. Ms. Jade)

### Truth Hurts–Truthfully Speaking
- 12. Real

### Rell–Unreleased Track
- 01. It’s Obvious (Feat. Jay-Z)

### Mack 10–Mack 10 Presents da Hood
- 13. Life as a Gangsta
- 14. Nobody Hoo Bangin Style

### Shade Sheist–Informal Introduction
- 08. Money Owners (feat. Timbaland)

### Pastor Troy –Universal Soldier
- 03. Are We Cuttin' (feat. Ms. Jade)
- 06. Tell 'Em It’s On

### Ms. Jade–Girl Interrupted
- 01. Intro
- 02. Jade’s a Champ
- 03. She’s a Gangsta
- 05. Ching Ching (feat. Nelly Furtado)
- 06. Get Away (feat. Nesh)
- 07. Ching Ching – Part 2 (feat. Timbaland)
- 08. Step Up
- 09. Interlude
- 10. Count It Off (feat. Jay-Z)
- 11. Really Don’t Want My Love (feat. Missy Elliott)
- 12. Dead Wrong (feat. Nate Dogg)
- 13. Feel The Girl
- 14. Big Head
- 15. Different
- 16. Why You Tell Me That (feat. Lil' Mo)

### Justin Timberlake–Justified
- 03. (Oh No) What You Got
- 05. Cry Me a River (z Scott Storch)
- 10. (And She Said) Take Me Now (feat. Janet Jackson) (z Scott Storch)
- 11. Right for Me (feat. Bubba Sparxxx)

### Missy Elliott–Under Construction
- 01. Go to the Floor
- 02. Bring the Pain (feat. Method Man)
- 03. Gossip Folks (feat. Ludacris)
- 04. Work It
- 05. Back in the Day (feat. Jay-Z)
- 06. Funky Fresh Dressed (feat. Ms. Jade)
- 09. Slide
- 10. Play That Beat
- 11. Ain’t That Funny
- 12. Hot
- 14. Work It (Remix) (feat. 50 Cent)

### Jay-Z–The Blueprint²: The Gift & The Curse

#### The Gift
- 06. What They Gonna Do (feat. Sean Paul)
- 10. The Bounce (feat. Kanye West)

#### The Curse
- 09. 2 Many Hoes

### TLC–3D
- 09. Dirty Dirty

### Baby aka #1 Stunna–Birdman
- 08. Baby You Can Do It (feat. Toni Braxton)

## 2003

### DJ Enuff and Timbaland Present Bubba Sparxxx and the Muddkatz – New South: The Album B4 the Album Mixtape
- 01. Ms. Jade – New South Intro
- 02. Bubba Sparxxx, Attitude i Duddy Ken – Talk 2 Me Betty
- 03. Duddy Ken i Attitude – Valet
- 04. Bubba Sparxxx, Attitude i Duddy Ken – Cranky Up
- 05. Bubba Sparxxx, Timbaland, Duddy Ken i Attitude – Band Leader
- 06. Attitude – Tell Me Ya Wit It
- 07. Bubba Sparxxx i Baby – Tell Me About the South
- 08. Bubba Sparxxx i Polo (Jim Crow) – Put It on Me
- 09. Ricky Rucker – That’s Him
- 10. Ms. Jade, Bubba Sparxxx, Native i Ricky Rucker – Who the Fuck Is This
- 11. Bubba Sparxxx – Ut Ho
- 12. Bubba Sparxxx – Easy
- 13. Bubba Sparxxx i Timbaland – In da Mud
- 14. Bubba Sparxxx – New South Freestyle 1
- 15. Bubba Sparxxx – New South Freestyle 2
- 16. Sebastian i Bubba Sparxxx – Special
- 17. Petey Pablo i Kiley Dean – Gun Line
- 18. Bubba Sparxxx, Ricky Rucker i Attitude – Reinfected
- 19. Kiley Dean – Country Till I Die

### Solange–Solo Star
- 04. Get Together

### Lil’ Kim–La Bella Mafia
- 08. The Jump Off (feat. Mr. Cheeks)

### Mýa–Moodring
- 01. Off The Wall
- 04. Step

Skillz – Off The Wall (From the I Ain’t Mad No More album)

### Angel’s Touch–Angel’s Love
- 02. Rockin’ It
- 03. Rockin’ It Pt. II
- 07. Send It Over
- 10. Rewind
- 13. Supersweet (feat. Timbaland)

### Bubba Sparxxx–Deliverance
- 02. Jimmy Mathis
- 03. Comin’ Round
- 04. She Tried
- 05. Nowhere (feat. Kiley Dean)
- 06. Overcome
- 07. Warrant – Interlude
- 08. Warrant
- 10. Deliverance
- 11. Hootnanny (feat. Justin Timberlake)
- 12. Take a Load Off
- 14. My Tone

### Obie Trice–Cheers
- 07. Bad Bitch

### Jay-Z–Unreleased Track
- 03. Get Off Minez (Get Off My Shit)

### Jay-Z–The Black Album
- 06. Dirt Off Your Shoulder

### Timbaland and Magoo–Under Construction, Part II
- 01. Intro/Straight Outta Virginia
- 02. Cop That Sh** (feat. Missy Elliott)
- 03. Shennanigans (feat. Bubba Sparxxx)
- 04. Leavin' (feat. Attitude)
- 05. That Shit Ain’t Gonna Work
- 07. Indian Flute (feat. Sebastian i Raje Shwari)
- 08. Can We Do It Again
- 09. Naughty Eye (feat. Raje Shwari)
- 10. N 2 Da Music (feat. Brandy)
- 11. Hold On (feat. Wyclef Jean)
- 12. Insane (feat. Candice Nelson)
- 13. Throwback
- 14. Hold Cutz
- 15. I Got Luv 4 Ya
- 16. Naughty Eye II (Hips) (feat. Beenie Man)

### Missy Elliott–This Is Not a Test!
- 01. Baby Girl Interlude/Intro (feat. Mary J. Blige) (z Missy Elliott)
- 02. Pass That Dutch (z Missy Elliott)
- 03. Wake Up (feat. Jay-Z) (z Missy Elliott)
- 04. Keep It Movin (feat. Elephant Man) (z Missy Elliott)
- 06. I’m Really Hot (z Craig Brockman & Missy Elliott)
- 08. Don’t Be Cruel (feat. Monica & Beenie Man) (z Missy Elliott)
- 09. Toyz (z Craig Brockman & Missy Elliott)
- 10. Let It Bump (z Missy Elliott)
- 11. Pump It Up (feat. Nelly) (z Missy Elliott)
- 13. Let Me Fix My Weave (z Missy Elliott)
- 14. Spelling Bee Interlude/Spelling Bee (z Missy Elliott)
- 16. Outro (feat. Mary J. Blige) (z Missy Elliott)

### Alicia Keys–The Diary of Alicia Keys
- 03. Heartburn (z Alicia Keys)

### Kiley Dean–Simple GirlUnreleased
- 02. Cross the Line
- 03. Make Me a song
- 04. No
- 05. Just Like That
- 06. Kiss Me Like That
- 07. Keep It Movin'
- 08. America
- 09. War Song
- 10. Simple Girl
- 11. As Days Gone By
- 13. Stay Away from My Boyfriend
- 14. Busy
- 15. Confused
- 17. Lovin You (Bonus Track)

### Zane –The Big Zane Theory
- 04. Bounce

### Nate Dogg–Nate DoggUnreleased
- 08. Gott Damn Shame (feat. Timbaland & Ms. Jade)
- 20. Dead Wrong (bonus) (feat. Ms. Jade & Timbaland)

### Kelis–Unreleased track
- 00. Running Mate

## 2004

### Petey Pablo–Still Writing in My Diary: 2nd Entry
- 08. Get on Dis Motorcycle (feat. Bubba Sparxxx)
- 09. Break Me Off (feat. Missy Elliott)

### Brandy–Afrodisiac
- 02. Afrodisiac
- 03. Who Is She 2 U
- 05. I Tried
- 07. Focus
- 08. Sadiddy
- 09. Turn It Up
- 12. Come as You Are
- 13. Finally
- 15. Should I Go
- 16. Sirens (feat. Timbaland) (International Bonus Track)
- 17. Nodding Off (International Bonus Track)

### Cee Lo Green–Cee-Lo Green... Is the Soul Machine
- 05. I’ll Be Around (feat. Timbaland)

### Knoc-turn’al–The Way I Am
- 14. Have Fun

### Lloyd Banks–The Hunger For More
- 06. I’m So Fly (z Danja)

### Beenie Man–Back to Basics
- 11. All Girls Party

### Unity: The Official Athens 2004 Olympic Games Album
- 03. Timbaland, Kiley Dean & Utada – By Your Side

### LL Cool J–The DEFinition
- 01. Headsprung
- 02. Rub My Back
- 06. Every Sip (feat. Candice Nelson)
- 08. Can’t Explain It (feat. Candice Nelson)
- 09. Feel the Beat
- 10. Apple Cobbler

### Shark Tale Soundtrack
- 03. Timbaland & Justin Timberlake – Good Foot

### Shawnna–Worth tha Weight
- 05. Shake Dat Shit (feat. Ludacris)

### Utada–Exodus
- 03. Exodus '04 (z Danja)
- 12. Wonder 'Bout
- 13. Let Me Give You My Love (z Danja)

### Jacki-O–Poe Little Rich Girl
- 07. Slow Down

### Ludacris–The Red Light District
- 01. Intro
- 07. The Potion

### Xzibit–Weapons of Mass Destruction
- 09. Hey Now (Mean Muggin') (feat. Keri Hilson) (z Danja)

## 2005

### N.O.R.E.–Unreleased track
- 00. Get Down (z Danja)
- 00. 4 a Minute (feat. D.O.E. & Nature)

### Papoose–Unreleased track
- 00. That’s a Good Look

### The Game–The Documentary
- 09. Put You on the Game (z Danja)

### Angel’s Touch–City of Angel’s
- 03. I Like That (feat. Timbaland)
- 07. Temptation

### Jennifer Lopez–Rebirth
- 10. He’ll Be Back (z Danja)

### The Black Eyed Peas–Monkey Business
- 03. My Style (feat. Justin Timberlake) (z Danja)

### Fat Joe–All or Nothing
- 11. Everybody Get Up

### Missy Elliott–The Cookbook
- 01. Joy (feat. Mike Jones) (z Missy Elliott)
- 02. Partytime (z Missy Elliott)

### The Pussycat Dolls–PCD
- 03. Wait a Minute (feat. Timbaland) (dodatkowa produkcja Ron Fair)

### Ray J–Raydiation
- 11. Unbelievable (feat. Shorty Mack, Detail & Gangsta Girl)

### Jamie Foxx–Unpredictable
- 05. Can I Take U Home

### Hilary Duff&Haylie Duff–Material GirlsSoundtrack
- 01. Material Girl

### Soundtrack
- 09. Here We Go – Dirtbag & Timbaland
  - An additional edited version of the song appears in the soundtrack for Take the Lead.

## 2006

### Bubba Sparxxx–The Charm
- 11. Hey (A Lil Gratitude)

### Nelly Furtado–Loose
- 01. Afraid (feat. Attitude) (z Danja)
- 02. Maneater (z Danja)
- 03. Promiscuous (feat. Timbaland) (z Danja)
- 04. Glow (z Danja)
- 06. No Hay Igual (z Danja & Nisan Stewart)
- 08. Say It Right (z Danja)
- 09. Do It (z Danja)
- 10. Wait for You (z Danja)
- 11. All Good Things (Come to an End) (z Danja)
- 12. Maneater remix (feat. Lil Wayne) (z Danja)

### Busta Rhymes–The Big Bang
- 13. Get Down (feat. Timbaland) (z Nisan Stewart)

### Danity Kane–Danity Kane
- 03. Want It (z Danja)
- 04. Right Now (z Danja)

### Justin Timberlake–FutureSex/LoveSounds
- 01. FutureSex/LoveSounds (z Nate „Danja” Hills i Justin Timberlake)
- 02. SexyBack (feat. Timbaland) (z Nate „Danja” Hills i Justin Timberlake)
- 03. Sexy Ladies/Let Me Talk to You (Prelude) (z Nate „Danja” Hills i Justin Timberlake)
- 04. My Love (feat. T.I.) (z Nate „Danja” Hills i Justin Timberlake)
- 05. LoveStoned/I Think She Knows Interlude (z Nate „Danja” Hills i Justin Timberlake)
- 06. What Goes Around.../...Comes Around Interlude (z Nate „Danja” Hills i Justin Timberlake)
- 07. Chop Me Up (feat. Timbaland & Three 6 Mafia) (z Nate „Danja” Hills i Justin Timberlake)
- 09. Summer Love/Set the Mood (Prelude) (z Nate „Danja” Hills i Justin Timberlake)
- 10. Until the End of Time (feat. The Benjamin Orchestra Wright) (z Nate „Danja” Hills i Justin Timberlake)
- 11. Losing My Way (z Nate „Danja” Hills i Justin Timberlake)

### Chingy–Hoodstar
- 12. Let Me Luv U (feat. Keri Hilson)

### Lloyd Banks–Unreleased track
- 00. My House (feat. 50 Cent) (z Danja)

### Diddy–Press Play
- 14. After Love (feat. Keri Hilson) (z Danja)

### Snoop Dogg–Tha Blue Carpet Treatment
- 07. Get a Light (feat. Damian Marley) (z Danja)

### Omarion–21
- 02. Ice Box (feat. Timbaland) (z King Logan & Sir John of The Royal Court)
- 09. Beg for It (z King Logan & Sir John of The Royal Court)

### Ginuwine–Greatest Hits
- 01. What’s So Different?
- 03. Pony
- 05. So Anxious
- 08. None of Ur Friends Business
- 10. You Owe Me (feat. Nas)
- 11. Same Ol' G

### Young Jeezy–The Inspiration
- 07. 3 A.M. (feat. Timbaland)

## 2007

### Beyoncé–IrreplacableEP
- 08. Get Me Bodied (Timbaland Remix feat. Voltio) (z King Logan of The Royal Court & Jerome Harmon)

### Redman–Red Gone Wild
- 03. Put It Down (feat. DJ Kool)

### Angel’s Touch–Emotions
- 04. Shockwave
- 06. Teardrops
- 08. Daylight
- 10. Obsession

### Timbaland–Timbaland Presents Shock Value
- 01. Oh Timbaland
- 02. Give It to Me (feat. Nelly Furtado & Justin Timberlake) (z Danja)
- 03. Release (feat. Justin Timberlake)
- 04. The Way I Are (feat. Keri Hilson & D.O.E.) (z Danja)
- 05. Bounce (feat. Dr. Dre, Missy Elliott & Justin Timberlake)
- 06. Come & Get Me (feat. 50 Cent & Tony Yayo) (z Danja)
- 07. Kill Yourself (feat. Sebastian & Attitude)
- 08. Boardmeeting (feat. Magoo) (z Danja)
- 10. Scream (feat. Keri Hilson & Nicole Scherzinger) (z Danja)
- 12. Bombay (feat. Amar & Jim Beanz)
- 13. Throw It on Me (feat. The Hives)
- 14. Time (feat. She Wants Revenge)
- 15. One & Only (feat. Fall Out Boy) (z Hannon Lane)
- 16. Apologize (feat. OneRepublic) (z Greg Wells i Ryan Tedder)
- 17. 2 Man Show (feat. Elton John) (z Danja & Elton John)
- 18. Hello (feat. Keri Hilson & Attitude) [International Bonus Track]
- 19. Come Around (feat. M.I.A.) [UK Bonus Track]
- 00. Give It to Me (Laugh At Em Remix) (feat. Justin Timberlake & Jay-Z) (co-z Danja)
- 00. I See You (feat. Attitude & D.O.E.) (nieopublikowany)

### Björk–Volta
- 01. Earth Intruders (z Björk i Danja)
- 04. Innocence (z Björk i Danja)
- 08. Hope (written with Björk, drums sequenced by Danja)

### Bobby Valentino–Special Occasion
- 02. Anonymous (feat. Timbaland) (z King Logan of The Royal Court & Jerome Harmon)
- 05. Rearview (Ridin') (feat. Ludacris) (z King Logan of The Royal Court & Jerome Harmon)

### Tank–Sex, Love & Pain
- 12. I Love Them Girls (Timbaland Remix)

### Rihanna–Good Girl Gone Bad
- 08. Sell Me Candy
- 09. Lemme Get That
- 10. Rehab (z Hannon Lane)
- 00. Rehab (Timbaland Remix)[1]

### Fabolous–From Nothin’ to Somethin’
- 04. Make Me Better (feat. Ne-Yo)

### M.I.A.–Kala
- 12. Come Around (feat. Timbaland)

### NLT–Unreleased track
- 00. She Said, I Said (Time We Let Go) (z The Royal Court)

### Sisqó–Unreleased track
- 00. Pop That

### Lil Eazy-E –Unreleased track
- 00. I Got That (feat. Timbaland)

### 50 Cent–Curtis
- 07. Ayo Technology (feat. Justin Timberlake & Timbaland) (z Danja)

### Kanye West–Graduation
- 03. Stronger
- 05. Good Life (feat. T-Pain)

### Feel the NoiseOriginal Soundtrack
- 01. Omarion feat. Kat Deluna – Cut Off Time

### Duran Duran–Red Carpet Massacre
- 03. Nite Runner (feat. Justin Timberlake i Timbaland) (z Duran Duran, Justin Timberlake i Danja)
- 06. Skin Divers (feat. Timbaland) (z Danja i Duran Duran)
- 09. Zoom In (z Duran Duran i Danja)

### OneRepublic–Dreaming Out Loud
- 13. Apologize (Remix)

### Mario–Go!
- 07. No Definition (z King Logan & Jerome „J-Roc” Harmon)

## 2008

### Jay-Z–Unreleased track
- 00. Ain’t I

### Nicole Scherzinger–Unreleased track
- 00. Physical (feat. Timbaland) (z Danja)

### Cheri Dennis–In and Out of Love
- 11. Act Like You Know

### Timbaland–Timbaland’s V-Cast Tune
- 01. Keri Hilson – Get It Girl (z Danja)

### Flo Rida–Mail on Sunday
- 03. Elevator (feat. Timbaland) (z Hannon Lane)

### M. Pokora–MP3
- 01. Dangerous (singel Matta Pokory) (feat. Timbaland & Sebastian) (z Hannon Lane)[2]
- 02. Catch Me if You Can (z Hannon Lane)
- 04. No Me Without You (z Hannon Lane)
- 12. Why Do You Cry? (z Hannon Lane)
- 13. Like a Criminal (z Hannon Lane)

### Ashlee Simpson–Bittersweet World
- 01. Outta My Head (Ay Ya Ya) (z King Logan of The Royal Court i Jerome Harmon)[3]
- 03. Rulebreaker (z King Logan of The Royal Court i Jerome Harmon)
- 06. Ragdoll (z King Logan of The Royal Court i Jerome Harmon)
- 07. Bittersweet World (z King Logan of The Royal Court i Jerome Harmon)
- 08. What I’ve Become (z King Logan of The Royal Court i Jerome Harmon)
- 10. Murder (feat. Izza Kizza) (z King Logan of The Royal Court i Jerome Harmon)
- 00. Murder (feat. Travis McCoy) (nieopublikowany) (z King Logan of The Royal Court i Jerome Harmon)

### Madonna–Hard Candy
- 02. 4 Minutes (feat. Justin Timberlake & Timbaland) (z Danja i Justin Timberlake)
- 05. Miles Away (z Danja i Justin Timberlake)
- 09. Dance 2night (z Justin Timberlake i z Hannon Lane)
- 11. Devil Wouldn’t Recognize You (z Danja i Justin Timberlake)
- 12. Voices (z Danja, Hannon Lane i Justin Timberlake)
- 00. 4 Minutes (Timbaland’s Mobile Underground Remix)

### The Rapture–The Music of Grand Theft Auto IV
- 03. No Sex For Ben

### New Kids on the Block–The Block
- 09. Twisted (z Jerome „J-Roc” Harmon)

### The Pussycat Dolls–Doll Domination
- 09. Magic (z Jerome „J-Roc” Harmon)
- 10. Halo (z Jerome „J-Roc” Harmon)
- 11. In Person (z Jerome „J-Roc” Harmon)
- 15. Whatchamacallit (z Jerome „J-Roc” Harmon)

### Jennifer Hudson–Jennifer Hudson
- 03. Pocketbook (feat. Ludacris) (z Jim Beanz)

### The D.E.Y.–The DEY Has Come
- 07. Get The Feeling (z The Royal Court)

### Jamie Foxx–Intuition
- 02. I Don’t Need It (z Jerome „J-Roc” Harmon)
- 00. Streetwalker (nieopublikowany) (z Jerome „J-Roc” Harmon)

### Brandy–Unreleased tracks
- 00. Drum Life (z Jerome „J-Roc” Harmon)
- 00. Drum Life (inna wersja) (feat. James Fauntleroy) (z Jerome „J-Roc” Harmon)

### Petey Pablo–Unreleased track
- 00. Ringtone (z Brandon „Wizz Dumb” Deener)

### T.O.K.–Unreleased track
- 00. Keep It Hush

### James Fauntleroy–Unreleased tracks
- 00. Back Together (feat. Timbaland)
- 00. Believer (feat. Timbaland) (z Jerome „J-Roc” Harmon)
- 00. Let’s Do It (feat. Timbaland)
- 00. Who’s The Loser Now (feat. Timbaland)
- 00. Home

### Bobby Valentino–Unreleased track
- 00. Pull It Off (z The Royal Court)

### Timbaland–Unreleased tracks
- 00. Talk (feat. T-Pain & Missy Elliott)
- 00. Say (feat. T-Pain & Warner Newman)

## 2009

### Jonas Brothers–Verizon Wireless BlackBerry Storm exclusive
- 00. Tonight (Timbaland Remix)[4]

### Chris Cornell–Scream
- 01. Part of Me (z Jerome „J-Roc” Harmon, Johnkenun Spivery i Kevin Rudolf)
- 02. Time (z Jerome „J-Roc” Harmon)
- 03. Sweet Revenge (z Jerome „J-Roc” Harmon)
- 04. Get Up (z Jerome „J-Roc” Harmon)
- 05. Ground Zero (z Jerome „J-Roc” Harmon)
- 06. Never Far Away (z Jerome „J-Roc” Harmon i Ryan Tedder)
- 07. Take Me Alive(z Jerome „J-Roc” Harmon i Justin Timberlake)
- 08. Long Gone (feat. Timbaland) (z Jerome „J-Roc” Harmon i Ryan Tedder)
- 09. Scream (feat. Timbaland) (z Jerome „J-Roc” Harmon)
- 10. Enemy (z Jerome „J-Roc” Harmon, Kevin Rudolf i Ryan Tedder)
- 11. Other Side of Town (z Jerome „J-Roc” Harmon i Ryan Tedder)
- 12. Climbing Up The Walls (z Jerome „J-Roc” Harmon)
- 13. Watch Out (z Jerome „J-Roc” Harmon)
- 14. Two Drink Minimum (z Jerome „J-Roc” Harmon i John Mayer)
- 15. Ordinary Girl (z Jerome „J-Roc” Harmon i Ryan Tedder)
- 16. Lost Cause (z Jerome „J-Roc” Harmon i John Mayer)
- 17. Do Me Wrong (z Jerome „J-Roc” Harmon, James Fauntleroy & Alexander Rahn)
- 00. Stop Me (z Jerome „J-Roc” Harmon)
- 00. Why Do You Follow Me

### Keri Hilson–In a Perfect World...
- 01. Intro (dodatkowa produkcja Danja)[5]
- 04. Return the Favor (feat. Timbaland) (dodatkowa produkcja Walter 'E-Knock' Millsap)
- 08. Intuition (dodatkowa produkcja Danja)
- 09. How Does It Feel (z Danja)
- 14. Where Did He Go (z Danja)
- 17. Hurts Me (z Hannon Lane)
- 00. Mic Check (feat. Akon) (nieopublikowany)
- 00. Love Ya (nieopublikowany)
- 00. Rumors (feat. Jay-Z) (nieopublikowany)

### Ginuwine–A Man’s Thoughts
- 08. Get Involved (feat. Missy Elliott & Timbaland) (z Jerome „J-Roc” Harmon)

### Jay-Z–The Blueprint 3
- 08. Off That (feat. Drake) (z Jerome „J-Roc” Harmon)
- 10. Venus vs. Mars (z Jerome „J-Roc” Harmon)
- 13. Reminder (z Jerome „J-Roc” Harmon)
- 00. Ghetto Techno (z Jerome „J-Roc” Harmon) (nieopublikowany)

### Mary J. Blige–Unreleased track
- 00. Skycap (feat. Timbaland)

### Wyclef Jean–From The Hut, To The Projects, To The Mansion
- 07. More Bottles (feat. Timbaland)

### Shakira–She Wolf (US version)
- 13. Give It Up To Me (feat. Lil Wayne & Timbaland)